# Infanteriregemente 61
Infanteriregemente 61 (IR 61) (finska: Jalkaväkirykmentti 61), var ett finlandssvenskt regemente, verksamt under fortsättningskriget. Regementet deltog bland annat i Slaget vid Tienhaara. Regementets förehavanden har bland annat skildrats i filmen Framom främsta linjen och i flera böcker, bl.a. av Kurt West. Därtill har regementet skildrats i bilder, utgivna i bokform av Harry Järv, själv plutonchef i IR 61:s elfte kompani.

## Historia
Infanteriregemente 61 ställdes ursprungligen upp i svenska Österbotten av finlandssvenska reservister. Regementet bestod inledningsvis av äldre manskap, vilket ledde till att det blev underställt sjöstridskrafterna. Senare kom regementet att utökas med unga män, och i regementet fanns också frivilliga svenskar från Sverige.
IR 61:s första egentliga uppgift kom att bestå i att försvara Finska vikens kust mot eventuella ryska trupplandsättningar. Tysklands snabba framryckningar över Baltikum under Operation Barbarossa gjorde att man från finskt håll insåg att ett ryskt anfall via Hangö eller landsättning av trupper längs kusten inte längre var aktuellt. Istället riktades blickarna och truppkoncentrationen mot Karelska näset.
Regementet anslöts senare till 17. Divisionen och förflyttades till Aunusnäset.

## Kommendörer
- Jägareöverste Martin Berg, juni 1941 – 22 september 1941
- Överstelöjtnant Nils Roos, 22 september 1941 – 30 oktober 1942
- Överstelöjtnant (överste 23 juni 1944) Alpo Marttinen, 30 oktober 1942 – 7 oktober 1944